# Хаверинг
Лондонский боро Хаверинг (англ. London Borough of Havering, МФА: [ˈheɪvərɪŋ]о файле) — один из 32 лондонских боро на северо-востоке Большого Лондона, расположен во Внешнем Лондоне и занимает площадь 112,27 км². Хаверинг — самый восточный из всех 32 лондонских боро.

## История
Район был образован 1 апреля 1965 года объединением районов графства Эссекс — Ромфорда и Хорнчерча.

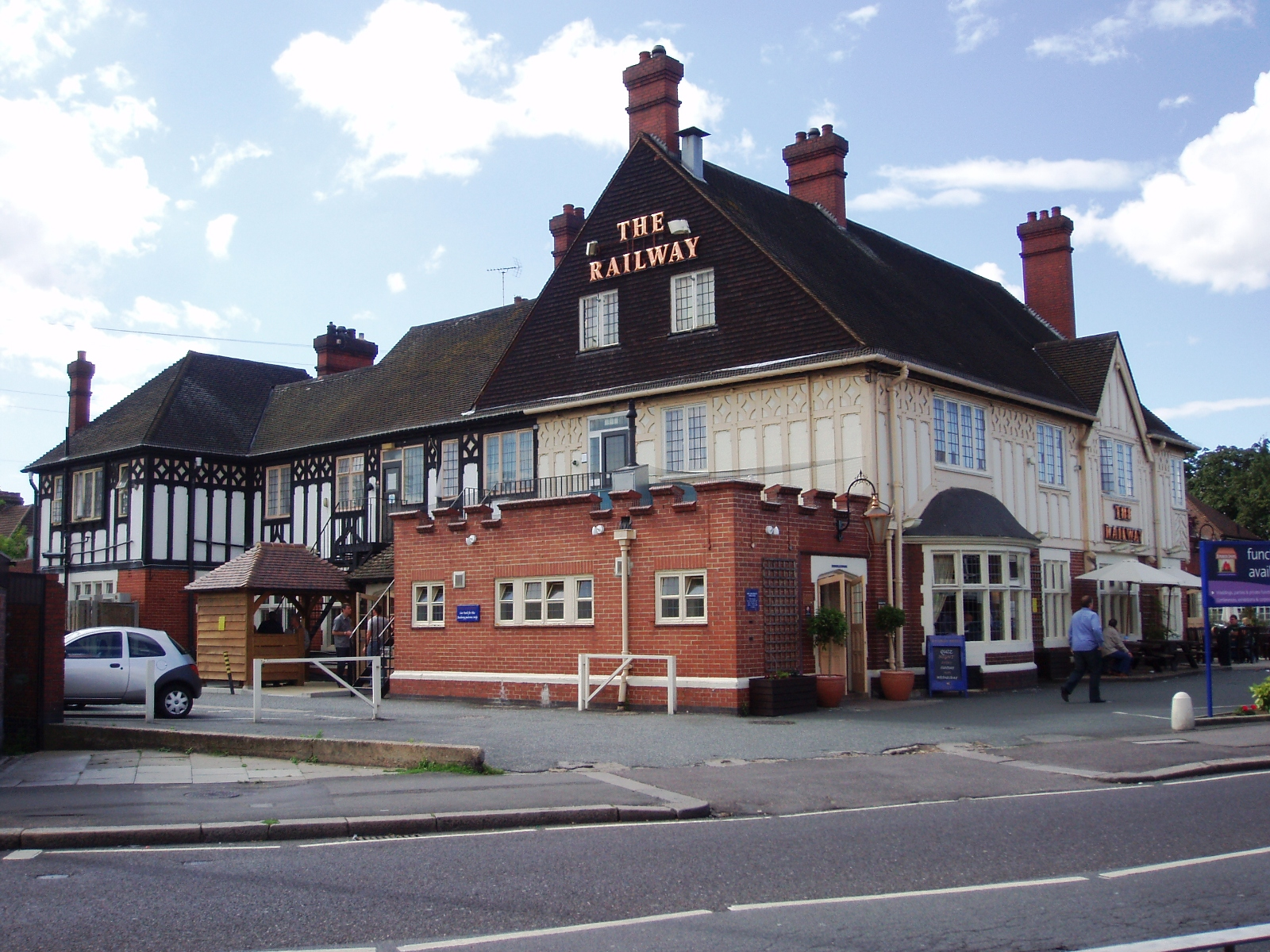
Гостиница рядом со станцией метро Хорнчерч

## Население
По данным переписи 2011 года население — 237,9 тыс. человек, из них 18,7 % составили дети (до 15 лет), 60,7 % лица трудоспособного возраста (от 16 до 64 лет) и 20,6 % лица пожилого возраста (от 65 лет и выше).

### Этнический состав
Основные этнические группы, согласно переписи 2007 года:
92,0 % — белые, в том числе 88,2 % — белые британцы, 1,4 % — белые ирландцы и 2,4 % — другие белые (поляки, литовцы, немцы, аргентинцы);
2,6 % — чёрные, в том числе 1,5 % — чёрные африканцы (нигерийцы, ганцы), 0,9 % — чёрные карибцы (ямайцы) и 0,2 % — другие чёрные;
2,6 % — выходцы из Южной Азии, в том числе 1,5 % — индийцы, 0,6 % — пакистанцы и 0,5 % — бенгальцы;
1,5 % — метисы, в том числе 0,5 % — чёрные карибцы, смешавшиеся с белыми, 0,4 % — азиаты, смешавшиеся с белыми, 0,2 % — чёрные африканцы, смешавшиеся с белыми и 0,4 % — другие метисы;
0,5 % — китайцы;
0,6 % — другие азиаты (филиппинцы, таиландцы).
0,5 % — другие.

### Религия
Статистические данные по религии в боро на 2011 год:
| Религия      | Хаверинг % | Лондон % | Англия % |
| ------------ | ---------- | -------- | -------- |
| Христианство | 65,6       | 48,4     | 59,4     |
| Ислам        | 2,0        | 12,4     | 5,0      |
| Индуизм      | 1,2        | 5,0      | 1,5      |
| Сикхизм      | 0,8        | 1,5      | 0,8      |
| Иудаизм      | 0,5        | 1,8      | 0,5      |
| Буддизм      | 0,3        | 1,0      | 0,5      |
| Другие       | 0,3        | 0,6      | 0,4      |
| Нет религии  | 22,6       | 20,7     | 24,7     |
| Не указана   | 6,7        | 8,5      | 7,2      |

## Экономика
На территории боро расположены предприятия машиностроения, цветной металлургии, швейной промышленности. В Хаверинге зарегистрировано около 7000 компаний.

## Транспорт

Станции линии Дистрикт в боро Хаверинг

В Хаверинг ведёт линия Дистрикт Лондонского метро.

## Спорт
В боро Хаверинг базируется футбольный клуб Хорнчерч, выступающий в дивизионе Южная Конференция.